# Трубковёрты-блестянки
Трубковёрты-блестянки (лат. Byctiscus) — род жесткокрылых семейства трубковёртов.

## Описание
Тело ярко-металлически-блестящее, с зелёным или синим окрасом, покрыто точечными рядами, иногда неправильными, сверху не покрыты волосками, голые.

## Экология
Личинки свёртывают листья кормовых растений в трубку.

## Виды
Некоторые виды рода:
- Byctiscus betulae (Linnaeus, 1758)
- Byctiscus fausti Sharp, 1889
- Byctiscus populi (Linnaeus, 1758)
- Byctiscus princeps (Solsky, 1872)
- Byctiscus puberulus (Motschulsky, 1860)
- Byctiscus regularis Voss, 1930
- Byctiscus rugosus (Gebler, 1830)
- Byctiscus venustus (Pascoe, 1875)